# Mornago
Mornago – miejscowość i gmina we Włoszech, w regionie Lombardia, w prowincji Varese.
Według danych na rok 2004 gminę zamieszkiwało 4157 osób, 346,4 os./km².